# María Teresa de Borbón y Vallabriga
María Teresa de Borbón y Vallabriga (Velada, 26 de novembre de 1780 – París, 24 de novembre de 1828) va ser una aristòcrata espanyola, filla de l'infant Lluís Antoni de Borbó, que va ostentar el títol de comtessa de Chinchón.

## Biografia

### Primers anys
Va néixer a Velada el 6 de març de 1779. Era filla del matrimoni morganàtic entre l'infant Lluís Antoni de Borbó, germà de Carles III, i de María Teresa de Vallabriga, dama d'origen aragonès, filla d'un oficial de cavalleria. A causa d'una Reial Pragmàtica del rei sobre matrimonis desiguals, María Teresa i els seus germans no van tenir cap mena d'honor i títol, tampoc el dret d'utilitzar el cognom Borbó. Passà els seus primers cinc anys de vida a Arenas de San Pedro, on va ser retratada per Francisco de Goya diverses vegades. A la mort del seu pare el 1785, juntament amb la seva germana María Luisa, va ser enviada al convent de San Clemente de Toledo, on va estar fins a 1897 sota la tutela del cardenal Lorenzana i apartades de la seva mare.

### Reparació i matrimoni
El nou rei, Carles IV, va voler reparar les injustícies del seu pare i va retornar els honors als seus cosins i el dret a utilitzar el cognom de la família reial. A més, per la seva vinculació amb la família reial va convertir-la en una baula estratègica de la política matrimonial de la Corona. En un moment complicat a causa de la guerra amb França, María Teresa va casar-se a San Lorenzo de El Escorial el 2 d'octubre de 1797 amb Manuel Godoy, l'home més poderós de la cort. Amb aquest moviment, la reina Maria Lluïsa de Parma esperava apartar Godoy de la seva amant, Pepita Tudó. Durant aquest període, el 1800, Goya va tornar a pintar-la de nou, que va resultar en un célebre retrat avui conservat al Museu del Prado.
Coneguda durant aquells anys com Princesa de la Pau, en consonància amb el títol del seu marit, el 1803 també va convertir-se en la 15a titular del comtat de Chinchón, cedit pel seu germà Luis María, que comportava un considerable territori al sud de Madrid. Així mateix, el 1806 va donar-li el Palau d'Arenas de San Pedro, que incloïa una important col·lecció d'art, dintre de la qual hi havia quadres de Goya, i un any més tard també donà a Godoy el gabinet d'història natural que havia estat de l'infant Lluís.
Malgrat que la comtessa va arribar a ser, amb el temps, feliç amb el matrimoni, a les seves memòries Godoy va confessar que mai va desitjar el casament amb ella. Amb tot, van arribar a tenir una filla, Carlota, nascuda el 7 d'octubre de 1800. Durant els primers anys del segle xix, el matrimoni va començar a deteriorar-se, a causa de l'allunyament entre ambdós per les ocupacions de govern de Godoy. A més, a causa de la pobra educació per relacionar-se en ambients socials, va fer que la comtessa visqués retirada al seu palau a Arenas de San Pedro, dedicada totalment a la seva filla, mentre a la cort s'oficialitzava el reconeixement de la relació il·lícita de Godoy amb la seva amant.

### Separació
Finalment, amb la pèrdua del poder dels reis, María Teresa es va separar del seu marit, al qual no va tornar a veure, però ella –vista com una víctima pels amotinats d'Aranjuez– no va anar a l'exili, sinó que s'instal·là a Toledo amb el seu germà, mentre el seu marit i la seva filla Carlota van acompanyar en tot moment als ex-reis. A partir d'aquest moment, en lloc del títol de Princesa de la Pau, María Teresa va decidir utilitzar el de comtessa de Chinchón. Durant aquests anys, acompanyant el seu germà va ser testimoni privilegiada dels principals esdeveniments del moment durant la Guerra del Francès, ja que Luis María va ser nomenat president de la Regència i en el seu mandat s'aprovà la Constitució de 1812. Amb la fi de la guerra i la tornada de Ferran VII, ella i el seu germana van ser confinats a Toledo com a càstig per la seva relació amb els liberals.

### Exili
La comtessa va tenir una estreta relació amb el duc de San Fernando de Quiroga Joaquín José Melgarejo, el seu cunyat, que va ser un dels homes forts del govern de Ferran VII, però que també va acabar caient en desgràcia i va marxar a l'exili en acabar el Trienni Liberal, el 1823. Sospitosa de ser massa liberal a causa del seu entorn familiar, María Teresa va ser obligada a acompanyar a la seva germana i el seu cunyat a Baiona, el 21 de març de 1824, quan va rebre el passaports de l'ambaixador francès a Madrid.
Es va instal·lar a París amb el nom de Teresa Drummond, quart cognom de la seva mare, i va estar canviant contínuament de domicili per tal de passar desapercebuda, tot i que no ho va aconseguir perquè tots els exiliats eren sotmesos a un control estricte per part de la policia. Durant aquell anys, segons els informes policials, la comtessa va mostrar-se molt liberal i va donar asil a molts intrigants d'origen espanyol. Com els seus béns havien estat confiscats, va veure's obligada a mantenir-se amb la venda de col·leccions d'art. Malgrat que els darrers dies de vida havia aconseguit liquiditat recuperant part dels béns de Godoy, va morir poc després, el 24 de novembre de 1828, dos dies bans de complir els 48 anys. Els seus béns van passar a la seva filla, Carlota.